# Hurdy Gurdy Man
Hurdy Gurdy Man är en låt skriven och lanserad av Donovan. Låten släpptes som singel 1968 och blev en hit i ett flertal länder. Låten namngav också albumet The Hurdy Gurdy Man. Donovan hade ursprungligen skrivit låten som en gåva till en popgrupp med namnet Hurdy Gurdy, men kom sedan att spela in låten själv. Tre framtida Led Zeppelin-medlemmar ska ha medverkat på inspelningen; Jimmy Page (gitarr), John Paul Jones (bas) och John Bonham (trummor). Dock har även Alan Parker nämnts som gitarrist på inspelningen.

## Listplaceringar
| Lista (1968)   | Position              |
| -------------- | --------------------- |
| Australien     | 8 (Go Set)            |
| Danmark        | 4 (DR "Top 20")       |
| Finland        | 30                    |
| Flandern       | 12                    |
| Frankrike      | 3 (SNEP)              |
| Irland         | 5                     |
| Kanada         | 4 (RPM)               |
| Nederländerna  | 7                     |
| Nya Zeeland    | 2 (NZ Listner)        |
| Schweiz        | 5                     |
| Storbritannien | 4                     |
| Sverige        | 7 (Tio i topp)        |
| USA            | 5 (Billboard Hot 100) |
| Vallonien      | 10                    |
| Västtyskland   | 11                    |
| Österrike      | 20                    |